# Фудзимура, Фумио
Фумио Фудзимура (яп. 藤村 富美男 Фудзимура Фумио, 14 августа 1916, Куре — 28 мая 1992) — японский профессиональный бейсболист, инфилдер и питчер. С 1936 по 1958 год выступал в главных японских бейсбольных лигах в составе «Тайгерс». Член Японского зала славы бейсбола с 1974 года.

## Биография

### Ранние годы
Фумио Фудзимура родился в 1916 году в Куре. Он был седьмым из восьми детей в семье. Бейсболом мальчик увлёкся глядя на старшего брата, игравшего за команду военно-морского арсенала. В школе Фумио раскрыл свой талант питчера, а его команда шесть раз за четыре года принимала участие в национальном школьном турнире Косиэн. Летом 1933 года его школа Гоко стала победителем соревнований, а Фудзимура в финальной игре выбил страйк-аутами четырнадцать отбивающих соперника, в том числе будущую легенду клуба «Ёмиури Джайентс» Тецухару Каваками. На следующий год Фумио установил рекорд соревнований по числу страйк-аутов за игру, сделав девятнадцать. Это достижение было побито только в 2012 году.  
Незадолго до того как Фудзимура окончил школу, была создана Японская бейсбольная лига, первыми командами которой стали «Осака Тайгерс» и «Бейсбольный клуб Токио», впоследствии переименованный в «Ёмиури Джайентс». Помня о блестящих выступлениях Фумио на школьном уровне, «Тайгерс» предложили ему профессиональный контракт. Сам Фудзимура решил продолжить обучение в университете Хосэй, но отец и старший брат, к его огорчению, приняли предложение от клуба из Осаки. По этому соглашению один из братьев Фумио был принят на работу в тренерский штаб команды. 

### Профессиональная карьера
Дебют Фудзимуры в профессиональном бейсболе совпал с первой игрой в истории «Тайгерс». 29 апреля 1936 года Фумио сыграл сухую полную игру, позволив сопернику выбить всего один хит. По ходу сезона он также выходил на поле и в качестве бэттера, выбив два хоум-рана. В следующем году Фудзимура начал регулярно играть полевым игроком, выходя на вторую базу. В 1937 году «Тайгерс» выиграли оба проводившихся чемпионата, Фумио внёс свой вклад в эти успехи. 
С 1938 по 1943 год Фумио находился на военной службе. Этот период сказался на его игровых навыках и первый сезон после возвращения сложился для Фудзимуры неудачно. В 1944 году он перешёл на позицию игрока третьей базы и сумел вернуться на свой уровень, став лучшим в лиге по числу RBI и приведя команду к победе в чемпионате. На следующий год чемпионат был отменён из-за боевых действий в непосредственной близости от Японии. После окончания войны лига возобновила свою деятельность. В первом матче «новой эры» Фудзимура выбил инсайд-парк-хоум-ран. В сезоне 1946 года Фумио выполнял в команде роли полевого игрока, питчера и главного тренера. Пост менеджера на следующий год он уступил Такаси Вакабаяси.
На протяжении следующих четырёх лет карьеры Фудзимура ещё ярче проявил себя как отбивающий. В 1947 году он вместе с командой стал победителем чемпионата. В 1949 году его 46 хоум-ранов стали рекордом лиги, побитым только в сезоне 1964 года. Фумио играл битой длинной примерно 36—38 дюймов. Сам он объяснял, что это помогает ему отбивать мяч дальше. По итогам того чемпионата он также стал Самым ценным игроком лиги, хотя «Тайгерс» финишировали только шестыми. В сезоне 1950 года Фудзимура выбил 191 хит, установив ещё один рекорд лиги. Этот результат был превзойдён Итиро Судзуки только в 1994 году.

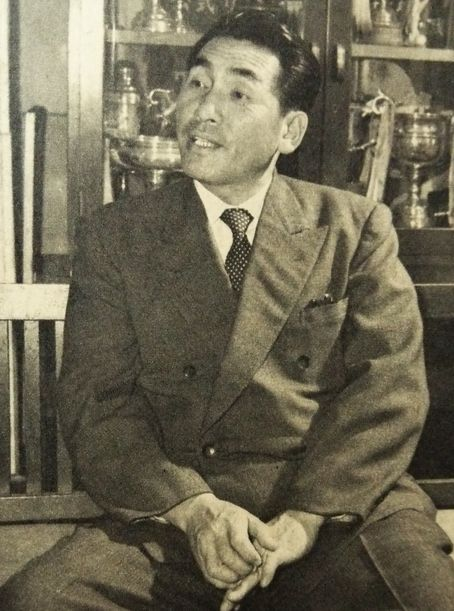
Фумио Фудзимура, 1955 год.

С 1955 года Фумио снова начал совмещать роли игрока и тренера клуба. В 1956 году он выбил последний хоум-ран в своей карьере и в следующем сезоне руководил командой со скамейки запасных. Попытка возвращения в чемпионате 1958 года оказалась не очень удачной, Фудзимура появился на бите только 26 раз и окончательно завершил игровую карьеру. В 1959 году «Тайгерс» организовали прощальный матч в его честь. Подобная игра состоялась впервые в истории японского бейсбола. Тогда же клубом был выведен из обращения номер 10, под которым играл Фумио.
На протяжении всей своей карьеры он был склонен к игре на публику. Пробегая по базам после выбитого хоум-рана Фумио активно размахивал руками, приветствуя болельщиков. В одной из игр он вышел в роли пинч-хиттера с травмой ноги и, отбив мяч, проскакал до дома на одной ноге. Играя на третьей базе Фудзимура мог ловить мяч не в перчатку, а голой рукой. Пытаясь сделать пик-офф на вторую базу, он иногда бросал мяч себе между ног. Такая манера игры сделала его любимцем болельщиков в Кансае, но в выездных матчах Фудзимуру часто освистывали. 
Позднее Фудзимура работал тренером отбивающих в клубах «Кокутецу Сваллоус» и «Тоэи Флайерс». В 1968 году он закончил карьеру тренера. В 1974 году его избрали в национальный Зал славы бейсбола. Пишущий для сайта baseballguru.com Джим Олбрайт включил Фумио в число японских игроков, которые за свои достижения могли бы быть избраны и в Национальный зал славы бейсбола в Куперстауне. В 1977 году Фудзимура снялся в драме Rashamen режиссёра Юдзи Макигути.
В 1988 году ему был диагностирован диабет. Оставшуюся часть жизни Фудзимура провёл в доме престарелых. В мае 1992 года Фумио скончался от вызванной болезнью почечной недостаточности. 